# Geilenkirchen
Geilenkirchen település Németországban, azon belül Észak-Rajna-Vesztfália tartományban. Lakosainak száma 28 399 fő (2023. december 31.). Geilenkirchen Heinsberg, Linnich és Gangelt községekkel határos.

## Népesség
A település népességének változása:
| Lakosok száma | 20 705 | 27 106 | 27 214 | 27 836 | 28 252 | 28 399 |
|               | 1975   | 2017   | 2019   | 2021   | 2022   | 2023   |